# 聖傳 (漫畫)
《聖傳》（聖伝－RG VEDA－，标题的名字即“梨俱吠陀”）是由日本著名的漫畫家組合CLAMP創作的中篇漫畫。以印度神话为故事背景，并且取材自古代印度婆罗门教的圣典《梨俱吠陀》。聖傳是CLAMP的處女作，從1989年9月起至1996年5月在《月刊WINGS》上連載。

## 故事簡介
在三百年前，雷神帝釋天反叛天庭，殺了天帝和武神阿修羅王。帝釋天在阿修羅王的妻子舍脂的帮助之下，奪取了帝位，開始實行殘暴统治。但是預言中說道：“六颗星將會掃蕩大地，你是會反抗天庭的黑暗之星，當你找到一個已經沒落的種族遺留下的孩子，你的旅途就開始了，我不知道這個孩子是善還是惡，我只知道這個孩子可以轉動天堂的命運之輪……” 根據這一個預言，北方的武神將夜叉王喚醒了阿修羅王沉睡了三百年的兒子阿修羅。相信這個预言意味着六星將推翻帝釋天的统治，夜叉王和阿修羅則開始寻找这六颗星。在此过程中，一個叫孔雀的神秘人物不时地為他們提供幫助…… 
六星終於匯聚，阿修羅黑暗的本性显現了出来。他不但殺死了他的母親舎脂 ， 并拔下了舍脂额头上的宝石解開了最後的封印……

## 登場人物介紹
- 阿修羅（あしゅら）（声：伊仓一寿/林原惠美（DRAMA CD））

預言：「汝所蘊育之紅蓮火焰，將烧尽一切邪惡。」
被帝釋天所滅的阿修羅族唯一幸存的年幼之王。沒有性別，但是在漫画裡大家都用" 他 " 来称呼阿修罗 。擁有陰陽善悪两面性。在幻力森林被夜叉王唤醒後就和夜叉王一起旅行。對生母舍脂拋棄自己的事，常耿耿於懷。使用修羅刀，擁有操縱火的能力。其形象借鉴自漫画《百亿昼千亿夜》中的阿修罗王。
- 夜叉王（やしゃおう）（声：速水獎）

北方最強的武神將。六星之一人。本名叫耶摩。為人沉默寡言，我行我素。根据九曜的預言唤醒沉睡中的阿修羅，却因此被認為是叛變而導致夜叉一族被滅。為了替族人報仇，夜叉王協同阿修羅踏上了尋找六星之旅。實力和四天王並駕齊驅。當生氣時眼睛會變成紅色的。有一位擁有夜叉族純正血統的弟弟羅剎（正室所生，夜叉是側室所生）。使用夜摩刀，絕技為「夜魔天狼劍」及「冥王破妖斬」。
- 帝釋天（たいしゃくてん）（声：若本規夫）

本來是天界的一員武將（雷神），後来殺害天帝而登位，實行恐怖统治。事實上，他這樣做是為了遵守和先代阿修羅王之間的約定，阻止六星匯聚和真正的阿修羅復活。但是恐怖统治却促成六星匯聚。 
- 龍王（りゅうおう）（声：山口勝平）

龍族之王，西方的武神將。六星之一人。前任龍王(女)的兒子，小名那伽。母親死後，由於當時年紀還小所以並沒有繼承龍王的名字。為人充滿孩子氣，深受已故母親所影響，抱著見義勇為和不服輸的精神。為了修行武技和夜叉王同行。使用龍牙刀，絕技為「破邪海龍波」，擁有操縱水的能力。
- 乾闥婆王（けんだっぱおう）（声：安藤亚里纱/本多知惠子（DRAMA CD））

琴之名手，帝釋天的樂師。真實的身份是四天王之中最強的東方將軍持國天。六星之一人。喜歡天界的強者，崇拜帝釋天，对帝釋天殺害自己的父親 (先代的持國天) 一事並不介意，相反十分討厭已過世的柔弱母親 (前任乾闥婆王)。雖然侍奉帝釋天，暗地裡也幫助過童年好友夜叉王和迦樓羅王。真正喜歡的人是蘇摩。武器藏在豎琴的琴身內。
- 迦樓羅王（かるらおう）（声：榊原良子）

南方的武神將，六星之一人。表面上一直臣服於帝釋天，其實對帝釋天的謀反行為十分不滿。後來因最愛的妹妹被帝釋天殺害，而發誓要消滅帝釋天。為了使自己的族人不受牽連假装自盡，然後出奔與夜叉王合流。有金翅鳥為伴，絕技為「迦樓羅飛天翔」。 
- 蘇摩（そうま）（声：山本百合子/土井美加（DRAMA CD））

被帝釋天所滅的藥師蘇摩族的唯一幸存者。六星之一人。後來得到乾闥婆王相助，加入夜叉王討伐帝釋天的行列，負責情報偵察。愛慕乾闥婆王。相傳飲過蘇摩一族的血的人會長生不死。使用雙月葉，絕技為「雙月亂舞」。 
- 孔雀（くじゃく）（声：松本保典）

額頭上生有天眼的神秘人物。實是先代天帝与其姊尊星王近親結合所生。因為是禁忌所生下的孩子，在額頭上有者墮天刻印，也有一對黑翅膀，眼睛跟魔族一樣是紫色。在夜叉王尋找六星的過程中掌握著许多關鍵的線索。繼承了其母尊星王身為星見師的血統，所以孔雀身上留著星見的血，能夠使用星見的能力。
- 迦陵頻伽（かりょうびんが）

迦樓羅王的妹妹，天生體質虛弱，天界有名的歌手。只能生活在有著清靜空氣的天空城。對於迦樓羅王而言是最重要的人。帝釋天為了打擊迦樓羅王，強行將迦陵頻伽帶到善見城獻唱，使迦陵頻伽受驚過度。為了姐姐，迦陵頻伽奮力唱歌，最後吐血身亡。遺體被帝釋天所飼養的野獸所食。  
- 舍脂（しゃし）（声：藤田淑子）

阿修羅的母親。帝釋天之妃。個性殘忍。原為阿修羅族從人類中挑選的巫女，迦羅之雙生妹妹。為了滿足不斷膨脹的野心，與帝釋天私通，背叛阿修羅族，將亲生子阿修羅置之死地。重視兒子天王，希望日後扶搖直上。掌握解開修羅刀封印的關鍵。
- 迦羅（かーら）

為阿修羅族從人類中挑選的巫女，舎脂之雙生姊姊。掌握解開修羅刀封印的關鍵。和舍指不一樣，是個穩重且溫柔的人。在舍指背叛阿修羅族時，對於無法阻止妹妹謀反，感到罪惡而自殺，但阿修羅王再次給予生命，成為守護修羅刀的人而生存下去。 等待阿修羅的復活，迦羅帶著修羅刀逃到地底「俱摩修部羅」隱居，與「俱摩修部羅」的王俱摩羅天相依為命。為了留在俱摩羅天的身邊，偽稱自己懷孕。
- 俱摩羅天（くまらてん）

地底國「俱摩修部羅」的王，曾力抗謀反的帝釋天，最後全族滅亡。亡國的打擊令他變得冷酷偏激，對迦羅態度傲慢。隱居地底，計劃他朝有日向帝釋天作出報復。卻被迦羅所暪，以為以阿修羅的血能夠呼喚沈睡的修羅刀。迦羅死後才真正面對自己的心意。
- 天王（てんおう）（声：辻谷耕史）

帝釋天和舎脂的兒子，阿修羅的雙生弟弟。和父母完全不像，是個有慈悲心腸的人。擅長武術。天王渴望親情卻不得其法，父親帝釋天從不理睬他，母親舎脂的關心也只是為了將來能夠號令天界。與增長天是忘年之交。喜歡乾闥婆王，可是卻被拒絕。是看到最後一戰而在阿修羅沉睡之後仍存活的人。
- 九曜（くよう）（声：土井美加）

先代的星見。是阿修羅王和夜叉王的好友，暗戀阿修羅王。拒絕投降，被帝釋天關在水牢中，逃脱後對夜叉王作了六星的預言。和夜叉分別後被毘沙門天所殺。
- 般羅若（はんらにゃ）

九曜之妹。為了獲得力量以侍奉帝釋天而自毁面容，希望擁有與九曜相同的能力。使用水鏡占卜。
- 毗沙門天（びしゃもんてん）（声：堀内賢雄）

北方將軍。帝釋天的心腹。除了帝釋天之外，是知道乾闥婆王身份的人物之一。為了得到吉祥天，參與帝釋天的謀反計劃。
- 吉祥天（きっしょうてん）

先代天帝的女兒，毗沙門天之妻。使用星鏡占卜。
- 阿修羅王（あしゅらおう）

天界的守護鬥神。阿修羅的父親。三百年前在守衛天帝的戰鬥中被帝釋天所殺。有著阿修羅一族的特殊美麗的容貌，受到不少人崇拜。知道未出生的阿修羅將會毀滅天界。為了改變阿修羅的命運，娶身為修羅刀封印之一的其中一位巫女舍脂為妻，並且拜託帝釋天如果命運無法改變的話就殺了阿修羅，並讓帝釋天將自己的肉體吃掉。
- 先帝（せんてい）

先代的天帝，被帝釋天所殺。雖然被譽為開天辟地以來最好的一位天帝，但卻與其姊尊星王犯下不為人知的亂倫罪行，並囚禁了尊星王和孔雀，任其自生自滅。  
- 尊星王（そんせいおう）

前任星見，先代天帝之姊。實為孔雀之母。  
- 増長天（ぞうちょうてん）（声：屋良有作）

南方將軍。性格豪邁。雖然向帝釋天投誠，卻對帝釋天的暴虐抱有疑問。愛惜身為部下的迦樓羅王。與年輕的乾闥婆王是忘年之交。六星一戰失去了右手，保存了性命。
- 廣目天（こうもくてん）（声：玄田哲章）

西方將軍。支配龍族。懼怕帝釋天。女兒多摩羅一心想成為天王的妻子但是卻失敗。奉帝釋天之命追殺六星。被夜叉王所殺。
- 羅刹（らせつ）

夜叉王之弟。夜叉王王位的继承人之一。被廣目天所殺。
- 沙羅（しゃら）

羅刹之妻。為了不泄露夜叉王等人的行蹤而自盡。
- 技藝（ぎげい）

夜叉王和阿修羅在途中相遇的天界的舞姬，後遭帝釋天軍團殺害。
- 愛染明王（あいぜんみょうおう）（声：興梠里美）

夜叉王和乾闥婆王的幼年玩伴，帝釋天謀反下被牽連的王族公主，逃到北方時被魔族吃掉，得其容顏維持美貌。企圖俘虜夜叉王不果，最後被孔雀殺死。OVA《冰城炎獄篇》中，愛染明王是因為寂寞而選擇與魔族同活。

## 出版書籍
單行本
| 卷數 | 新書館         | 新書館             | 台灣東販      | 台灣東販           |
| 卷數 | 發售日期       | ISBN               | 發售日期      | ISBN               |
| ---- | -------------- | ------------------ | ------------- | ------------------ |
| 1    | 1990年2月10日  | ISBN 4-403-61218-0 | 1993年6月15日 | ISBN 957-64-3036-4 |
| 2    | 1990年6月10日  | ISBN 4-403-61230-X | 1993年6月15日 | ISBN 957-64-3037-2 |
| 3    | 1990年12月25日 | ISBN 4-403-61244-X | 1993年6月15日 | ISBN 957-64-3038-0 |
| 4    | 1991年9月25日  | ISBN 4-403-61265-2 | 1993年6月15日 | ISBN 957-64-3039-9 |
| 5    | 1992年3月25日  | ISBN 4-403-61276-8 | 1993年6月15日 | ISBN 957-64-3040-2 |
| 6    | 1992年12月25日 | ISBN 4-403-61295-4 | 1993年6月15日 | ISBN 957-64-3041-0 |
| 7    | 1993年5月10日  | ISBN 4-403-61312-8 | 1993年6月15日 | ISBN 957-64-3042-9 |
| 8    | 1994年6月15日  | ISBN 4-403-61350-0 | 1994年7月15日 | ISBN 957-64-3106-9 |
| 9    | 1995年6月29日  | ISBN 4-403-61387-X | 1995年8月15日 | ISBN 957-64-3218-9 |
| 10   | 1996年4月25日  | ISBN 4-403-61416-7 | 1996年8月15日 | ISBN 957-64-3326-6 |

文庫版
| 卷數 | 新書館         | 新書館             |
| 卷數 | 發售日期       | ISBN               |
| ---- | -------------- | ------------------ |
| 1    | 2003年11月25日 | ISBN 4-403-50033-1 |
| 2    | 2003年11月25日 | ISBN 4-403-50034-X |
| 3    | 2003年11月25日 | ISBN 4-403-50035-8 |
| 4    | 2003年12月18日 | ISBN 4-403-50036-6 |
| 5    | 2003年12月18日 | ISBN 4-403-50037-4 |
| 6    | 2004年1月23日  | ISBN 4-403-50038-2 |
| 7    | 2004年1月23日  | ISBN 4-403-50039-0 |

- 聖傳 Collector’s Edition Box 2003年9月24日、ISBN 4-403-51001-9

愛藏版
由台灣角川代理的中文版翻譯為「完全版」。
| 卷數 | 角川書店      | 角川書店               | 台灣角川      | 台灣角川           |
| 卷數 | 發售日期      | ISBN                   | 發售日期      | ISBN               |
| ---- | ------------- | ---------------------- | ------------- | ------------------ |
| 1    | 2011年12月3日 | ISBN 978-4-04-120001-8 | 2019年9月19日 | ISBN 9789577431325 |
| 2    | 2012年2月4日  | ISBN 978-4-04-120081-0 | 2019年9月19日 | ISBN 9789577431332 |
| 3    | 2012年5月2日  | ISBN 978-4-04-120199-2 | 2019年9月19日 | ISBN 9789577431349 |
| 4    | 2012年7月4日  | ISBN 978-4-04-120234-0 | 2019年9月19日 | ISBN 9789577431936 |
| 5    | 2012年11月5日 | ISBN 978-4-04-120435-1 | 2019年9月19日 | ISBN 9789577431943 |

插畫集
| 卷數     | 新書館        | 新書館             | 台灣東販      | 台灣東販           |
| 卷數     | 發售日期      | ISBN               | 發售日期      | ISBN               |
| -------- | ------------- | ------------------ | ------------- | ------------------ |
| 非天夢魔 | 1991年6月1日  | ISBN 4-403-61260-1 | 1996年5月31日 | ISBN 957-64-3104-2 |
| 天魔劫火 | 2001年4月26日 | ISBN 4-403-65014-7 | 2004年1月20日 | ISBN 957-47-3598-2 |

## OVA
- 第一巻：《冰城炎獄篇》
- 第二巻：《雙城炎雷篇》

## 外部連結
- CLAMP的官方網站 （页面存档备份，存于）